# Cauchemar blanc (film)
Pour plus de détails, voir Fiche technique et Distribution.
Cauchemar blanc est un court métrage de 11 minutes réalisé par Mathieu Kassovitz en 1991, inspiré d'une bande dessinée de Mœbius.

## Synopsis
En pleine nuit, quatre racistes, comme ils en ont l'habitude, suivent un Arabe qui rentre dans sa cité pour le tabasser. Mais cette fois, les choses tournent mal pour eux, car les habitants de l'immeuble s'en mêlent.

## Fiche technique
- Titre : Cauchemar blanc
- Réalisation : Mathieu Kassovitz
- Scénario : d'après la bande dessinée de Jean Giraud
- Photographie : Georges Diane
- Montage : Nathalie Goepfert
- Société de production : France 3 et Lazennec Tout Court
- Pays :  France
- Genre : Comédie noire
- Durée : 9 minutes
- Dates de sortie : 
  -  France : 11 mai 1991 (Festival de Cannes - Perspectives du cinéma français)

## Distribution
- Yvan Attal : René
- Jean-Pierre Darroussin : J-P
- François Toumarkine : Berthon
- Roger Souza : Barjout
- Abder El Kebir : l'Arabe